# Hešana kagan
Hešana kagan (kitajsko 曷娑那可汗, pinjin hésuōnà kěhàn, Wade-Giles ho-so-na k'o-han, srednjekitajsko 曷薩那可汗/曷萨那可汗, hésànà kěhàn, ho-sa-na k'o-han) v nekem obdobju znan tudi kot Čuluo kehan (處羅可汗/处罗可汗) in Nidžue Čuluo kagan (泥厥處羅可汗/泥厥处罗可汗) z osebnim imenom Ašina Daman (阿史那達漫/阿史那达漫, āshǐnà dámàn, a-shih-na ta-man) je bil drugi kagan Zahodnega turškega kaganata, * 603, † 618. 
Bil je sin Niri kagana. V perzijskem geografskem besedilu Šahrestānīhā ī Ērānšahr (dobesedno Glavna mesta iranskih provinc) je omenjen kot Čôl χâɣân.

## Vladanje
O njegovem vladanju ni veliko znanega. Znano je, da je imenoval nižje kagane, in od Tielejev pobiral pretirano visoke davke, kar je povzročilo zamero med njihovimi plemeni. Zaradi suma v njihovo zvestobo, je ob neki priložnosti zbral približno 100 poglavarjev in jih pobil. Tieleji so se zatem uprli  in podprli Gelenga (歌枥), poglavarja Čibijev (契苾), kot kandidata za novega kagana. Okoli leta 605 so ga uporniki pregnali iz Dzungarije na območje reke Ili.
Kitajski diplomat in kartograf Pei Ju omenja, da je sklenil zavezništvo s svojim podrejenim kaganom Šegujem in zahteval poroko s princeso iz dinastije Sui. Cesar Jang se je s tem strinjal. Hašana kagana je zatem napadel Šeguj, ga porazil in prisilil na beg v Gaočang. Cesar Jang je v Gaočang poslal Peija, da bi ga pregovoril, naj pride v Sui. Kagan je podudbo sprva zavrnil, ko je grozilo, da bodo ubili njegovo mater, pa je ponudbo sprejel. Odšel je na Kitajsko in se ni več vrnil v domovino. Cesar Jang, zadovoljen z razvojem dogodkov, je Peija nagradil s soboljevim plaščem in dragulji, ki jih je kot darilo dobil od Hašane. 
Leta 611 je bil Hašana s cesarjevim dekretom imenovan za kagana (曷薩那可汗) in dobil za ženo kitajsko princeso. 
Leta 619 ni imel več nadzora nad svojim kaganatom in je živel v Čanganu, glavnem mestu kitajske dinastije Tang. Cesar Tanga Gaozu  je popustil pritisku Šibi kagana in Hešana kagana izročil odposlancem vzhodnih Turkov, ki so ga usmrtili. 
Preživela sta ga dva sinova, ki sta po očetovi smrti ostala v službi dinastije Tang.